# Seznam států Ameriky a jejich správních celků
Seznam států Ameriky a jejich správních celků uvádí v tabulkové formě přehled nezávislých států na americkém kontinentě, údaje o názvu a počtu jejich správních celků a odkaz na příslušný článek o administrativním dělení státu. Seznam je rozdělen na státy Severní Ameriky, Střední Ameriky, Karibiku a Jižní Ameriky. Nezahrnuje závislá území (např. Kajmanské ostrovy, Falklandy, Martinik).

## Severní Amerika
| Stát                   | Správní celek                   | Správní celek                                                       | Hlavní článek                                     |
| Stát                   | český název (počet)             | název místním jazykem                                               | Hlavní článek                                     |
| ---------------------- | ------------------------------- | ------------------------------------------------------------------- | ------------------------------------------------- |
| Kanada                 | provincie (10) + teritorium (3) | province + territory (anglicky) province + territoire (francouzsky) | Administrativní dělení Kanady                     |
| Spojené státy americké | stát (50) + federální distrikt  | state + federal district (anglicky)                                 | Administrativní dělení Spojených států amerických |
| Mexiko                 | stát (31) + federální distrikt  | estado + distrito federal (španělsky)                               | Administrativní dělení Mexika                     |

## Střední Amerika
| Stát      | Správní celek                           | Správní celek                              | Hlavní článek                    |
| Stát      | český název (počet)                     | název místním jazykem                      | Hlavní článek                    |
| --------- | --------------------------------------- | ------------------------------------------ | -------------------------------- |
| Belize    | distrikt (6)                            | district (anglicky)                        | Administrativní dělení Belize    |
| Guatemala | departement (22)                        | departamento (španělsky)                   | Administrativní dělení Guatemaly |
| Honduras  | departement (18)                        | departamento (španělsky)                   | Administrativní dělení Hondurasu |
| Kostarika | provincie (7)                           | provincia (španělsky)                      | Administrativní dělení Kostariky |
| Nikaragua | departement (15) + autonomní region (2) | departamento + región autónoma (španělsky) | Administrativní dělení Nikaraguy |
| Panama    | provincie (10) + comarca (4)            | provincia + comarca (španělsky)            | Administrativní dělení Panamy    |
| Salvador  | departement (14)                        | departamento (španělsky)                   | Administrativní dělení Salvadoru |

## Karibik
| Stát                      | Správní celek                                                     | Správní celek                                                             | Hlavní článek                                      |
| Stát                      | český název (počet)                                               | název místním jazykem                                                     | Hlavní článek                                      |
| ------------------------- | ----------------------------------------------------------------- | ------------------------------------------------------------------------- | -------------------------------------------------- |
| Antigua a Barbuda         | farnost (6) + dependence (2)                                      | parish + dependency (anglicky)                                            | Administrativní dělení Antiguy a Barbudy           |
| Bahamy                    | distrikt (31) + území spravované centrální vládou: New Providence | district + New Providence (anglicky)                                      | Administrativní dělení Baham                       |
| Barbados                  | farnost (11)                                                      | parish (anglicky)                                                         | Administrativní dělení Barbadosu                   |
| Dominika                  | farnost (10)                                                      | parish (anglicky)                                                         | Administrativní dělení Dominiky                    |
| Dominikánská republika    | provincie (31) + národní distrikt                                 | provincia + distrito nacional (španělsky)                                 | Administrativní dělení Dominikánské republiky      |
| Grenada                   | farnost (6) + depedence (1)                                       | parish + dependency (anglicky)                                            | Administrativní dělení Grenady                     |
| Haiti                     | departement (10)                                                  | département (francouzsky)                                                 | Administrativní dělení Haiti                       |
| Jamajka                   | farnost (14)                                                      | parish (anglicky)                                                         | Administrativní dělení Jamajky                     |
| Kuba                      | provincie (15) + zvláštní obec                                    | provincia + municipio especial (španělsky)                                | Administrativní dělení Kuby                        |
| Svatá Lucie               | distrikt (10)                                                     | district (anglicky)                                                       | Administrativní dělení Svaté Lucie                 |
| Svatý Kryštof a Nevis     | farnost (14)                                                      | parish (anglicky)                                                         | Administrativní dělení Svatého Kryštofa a Nevisu   |
| Svatý Vincenc a Grenadiny | farnost (6)                                                       | parish (anglicky)                                                         | Administrativní dělení Svatého Vincence a Grenadin |
| Trinidad a Tobago         | regionální společenství (9) + obec (5) + samospráva Tobaga        | regional corporation + municipality + Tobago House of Assembly (anglicky) | Administrativní dělení Trinidadu a Tobaga          |

## Jižní Amerika
| Stát      | Správní celek                                              | Správní celek                                                        | Hlavní článek                    |
| Stát      | český název (počet)                                        | název místním jazykem                                                | Hlavní článek                    |
| --------- | ---------------------------------------------------------- | -------------------------------------------------------------------- | -------------------------------- |
| Argentina | provincie (23) + federální distrikt                        | provincia + distrito federal (španělsky)                             | Administrativní dělení Argentiny |
| Bolívie   | departement (9)                                            | departamento (španělsky)                                             | Administrativní dělení Bolívie   |
| Brazílie  | stát (36) + federální distrikt                             | estado + distrito federal (portugalsky)                              | Administrativní dělení Brazílie  |
| Ekvádor   | provincie (24)                                             | provincia (španělsky)                                                | Administrativní dělení Ekvádoru  |
| Guyana    | region (10)                                                | region (anglicky)                                                    | Administrativní dělení Guyany    |
| Chile     | region (15)                                                | región (španělsky)                                                   | Administrativní dělení Chile     |
| Kolumbie  | departement (32) + distrikt hlavního města                 | departamento + distrito capital (španělsky)                          | Administrativní dělení Kolumbie  |
| Paraguay  | departement (17) + distrikt hlavního města                 | departamento + distrito capital (španělsky)                          | Administrativní dělení Paraguaye |
| Peru      | departement (24) + provincie (1)                           | departamento + provincia (španělsky)                                 | Administrativní dělení Peru      |
| Surinam   | distrikt (10)                                              | district (nizozemsky)                                                | Administrativní dělení Surinamu  |
| Uruguay   | departement (19)                                           | departamento (španělsky)                                             | Administrativní dělení Uruguaye  |
| Venezuela | stát (23) + distrikt hlavního města + federální dependence | departamento + distrito capital + dependencias federales (španělsky) | Administrativní dělení Venezuely |